# Lassesen Island
Lassesen Island ist eine Insel vor der Georg-V.-Küste im Australischen Antarktis-Territorium. Sie gehört zu den Mackellar-Inseln vor dem Kap Kap Denison in der Commonwealth-Bucht und liegt nordnordöstlich von Lesser Mackellar Island.
Teilnehmer der Australasiatischen Antarktisexpedition (1911–1914) unter der Leitung des australischen Polarforschers Douglas Mawson entdeckten sie. Benannt ist die Insel nach einem vom norwegischen Polarforscher Roald Amundsen an die Expedition geschenkten Schlittenhund, der denselben Namen trug wie einer der Hunde, die Amundsen und vier weitere Männer 1911 bis zum Südpol begleitet hatten.